# Eisenman Synagoge
De Eisenman Synagoge is gelegen aan de Oostenstraat 29 in Antwerpen. De synagoge werd gesticht door Jacob en Dina Eisenmann in het jaar 1908. Door zijn unieke constructie en ontwerp was het de enige synagoge in Antwerpen die de Holocaust heeft overleefd.

## Geschiedenis

### Jacob Eisenmann
De heer Jacques Samuel Eisenmann werd geboren in Frankfurt am Main. Hij verhuisde in 1884 naar Antwerpen, waar hij een bedrijf in het importeren van gedroogde vruchten en industriële vezels opstartte. Hij werd een zeer succesvolle zakenman.
De heer Eisenmann was zeer geleerd zowel in Joodse als in algemene onderwerpen. De traditie van de joodse gemeenschap in Frankfurt lag dicht aan zijn hart, en hij ergerde zich aan de levenswijze die de Oost-Europese immigranten naar Antwerpen hadden gebracht. Als gevolg hiervan besloot hij om zijn eigen minjan te starten, één die de tradities van de joodse gemeenschap in Frankfurt zou blijven naleven. In 1905 huurde hij drie kamers in de Breughelstraat. In het begin kwamen er slechts een 20-tal mensen bidden, maar al snel groeide het aantal aanbidders en een nieuwe accommodatie werd noodzakelijk. Eisenmann besloot om een stuk land aan de Oostenstraat te kopen.

### Het ontwerp
Eisenman kocht twee aangrenzende gebouwen, en bouwde een synagoge die zich uitstrekte door het interieur van beide. De voorgevels van de gebouwen waren niet als huisvesting voor een Joodse plaats van aanbidding herkenbaar. Deze onopvallendheid was een cruciale factor in het voortbestaan van de synagoge tijdens de Tweede Wereldoorlog.
De architect was Joseph de Lange, die net was afgestudeerd aan de Koninklijke Academie voor Schone Kunsten.

## Het wonder van de Eisenmann Synagoge
Het was 1940; de Duitsers naderden Antwerpen. Een oudere heer, stapte door een lange gang, opende de deur naar de straat, liep naar buiten, en sloot zorgvuldig de deur achter zich. Deze deur was niet te onderscheiden van alle andere deuren op de straat. De heer gaf de sleutel aan een buurman en ging vervolgens met zijn gezin onderduiken.
Een paar jaar later toen Antwerpen werd bevrijd, kwam de man diep getroffen door wat er was gebeurd in de voorbije jaren terug met de overlevende twee van zijn vijf zonen.
Één van hen vorderde de sleutel terug en opende de deur van de Oostenstraat 29. Hij ging langs de gang naar de achterkant van het huis, en opende de deur naar de 'Eisenmann Synagoge'.
De kleine plaats van aanbidding bleek volledig intact. Alles was precies zoals het was achtergelaten, niks was van zijn plaats verschoven.
De oude man die de deur gesloten had was Elie Prins, een schoonbroer van Jacob Eisenmann.
Deze synagoge hervatte haar functie als een huis van gebed onmiddellijk na de oorlog en is nog steeds een huis van aanbidding.

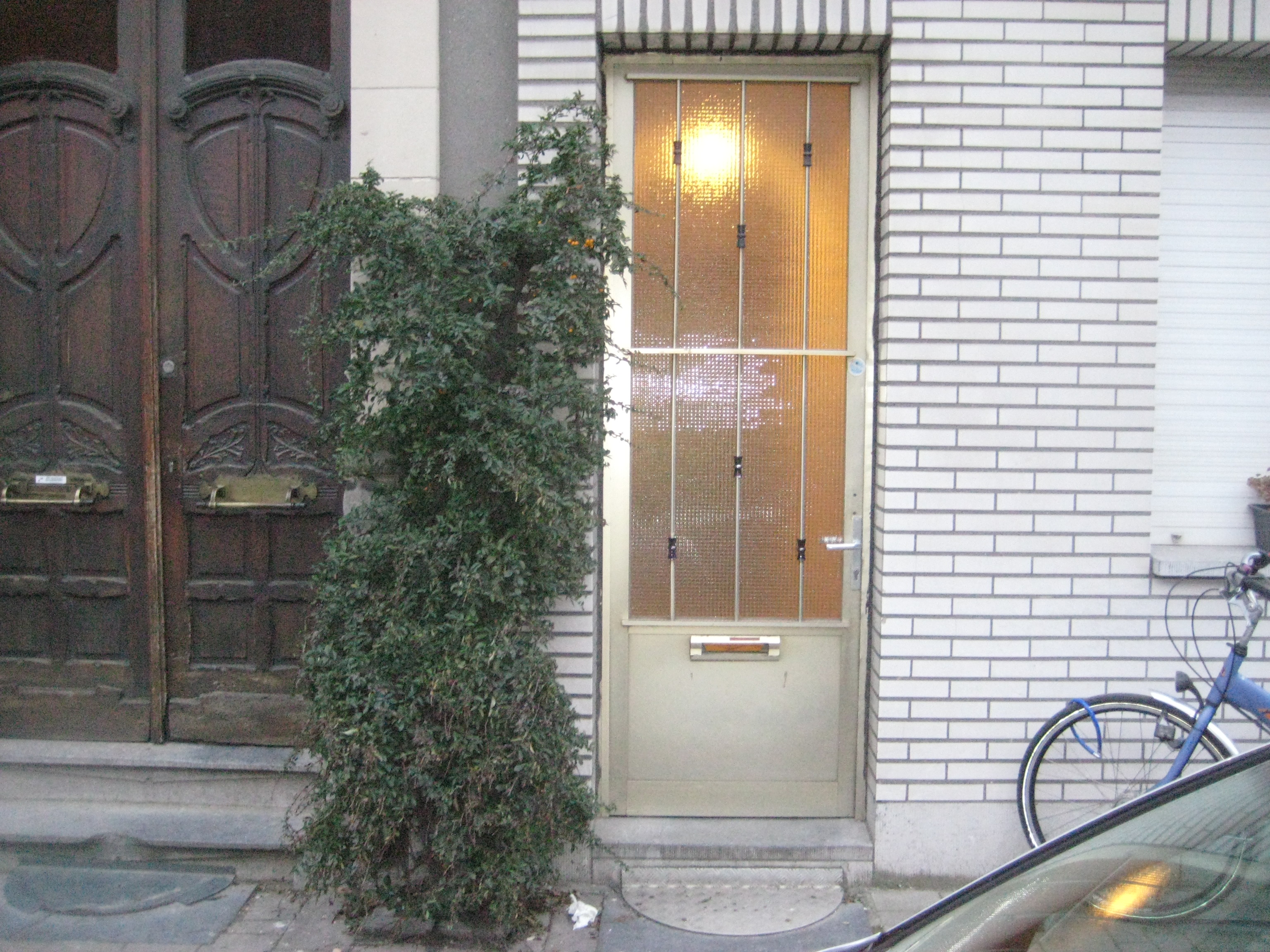
Voorgevel van de Eisenmann Synagoge, Oostenstraat 29.
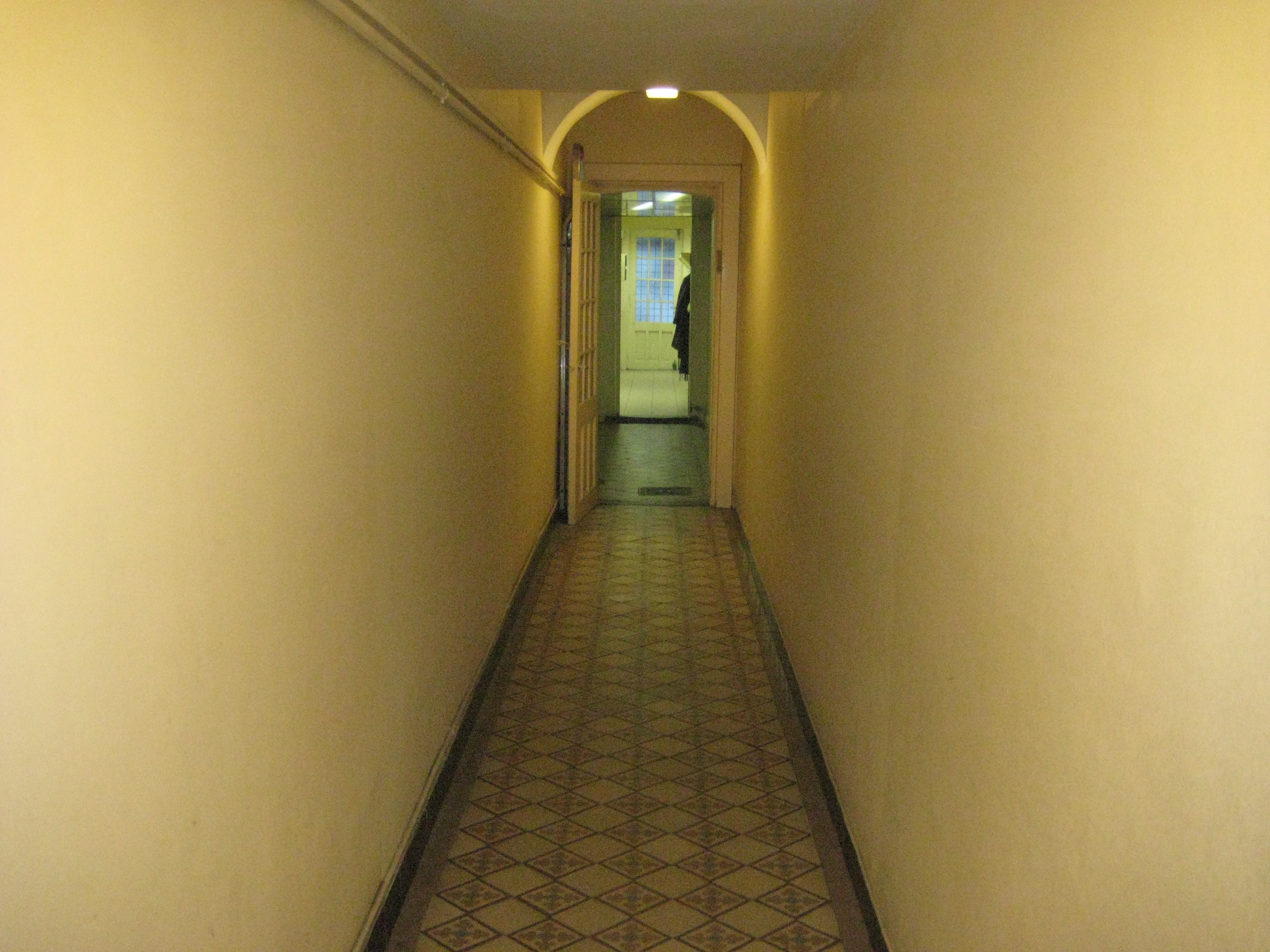
De gang die leidt naar de Synagoge.
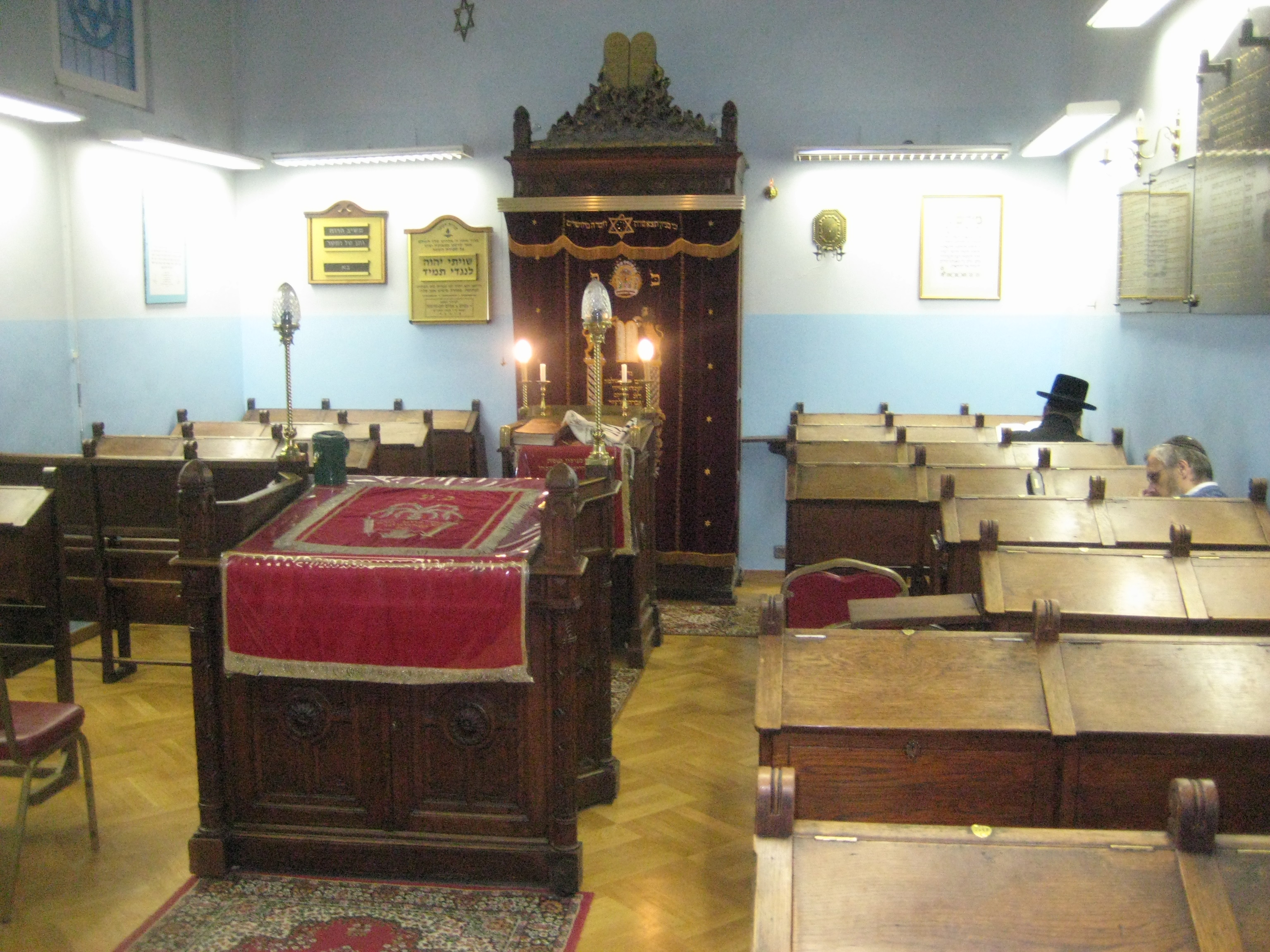
Het interieur van de synagoge